# ژان-پل فولتیه
ژان-پل فولتیه (فرانسوی: Jean-Paul Fouletier‎; ۱ ژوئیهٔ ۱۹۳۹ – ۲۷ اوت ۲۰۱۶) وزنه‌بردار اهل فرانسه بود.
وی در مسابقات کشوری و بین‌المللی در مجموع برندهٔ ۱ مدال برنز شده‌است.